# Alfred Szklarski
Alfred Szklarski [ʃklarski] (* 21. Januar 1912 in Chicago; † 9. April 1992 in Kattowitz) war ein polnischer Schriftsteller. Er publizierte auch unter den Pseudonymen Alfred Bronowski, Fred Garland, Aleksander Gruda und Alfred Murawski.

## Leben und Schaffen
Alfred Szklarski wurde in Chicago (USA) geboren als Sohn des aus Polen emigrierten Journalisten Andrzej Szklarski und Maria Szklarska geborene Markosik. 1926 verließ er die USA und kam nach Polen. Anfangs lebte er in Włocławek, wo er 1931 sein Abitur machte, ab 1932 in Warschau, wo er in den Jahren 1932 bis 1938 an der Akademie der Politikwissenschaften im konsularisch-diplomatischen Fachbereich studierte. Während der Okkupation veröffentlichte er in kollaboratorischen Schriften seine ersten Romane (1942 – Żelazny pazur (Die eiserne Kralle), 1943 – Krwawe diamenty (Blutige Diamanten), 1944 – Tajemnica grobowca (Das Geheimnis des Grabmals)). Diese Romane wurden unter einem Pseudonym publiziert. Szklarski war ein Soldat der Armia Krajowa und nahm an dem Warschauer Aufstand teil. Nach dem Krieg lebte er einige Monate in Krakau und zog dann nach Kattowitz. Im Jahre 1949 wurde ihm die Publikation in prodeutschen Schriften vorgeworfen (unter anderem im Nowy Kurier Warszawski (Neuer Warschauer Kurier)) und er wurde von den Kommunisten zu acht Jahren Gefängnis verurteilt, aber bereits im Jahre 1953 wieder entlassen. In den Jahren 1954 bis 1977 arbeitete Szklarski als Redakteur im Kattowitzer Verlag Śląsk. Er debütierte 1946 mit dem Roman Gorący ślad (Die heiße Spur).
Der Verlag überzeugte ihn schließlich, Jugendliteratur unter seinem eigenen Namen zu schreiben. So entstanden seine bekanntesten Romane und zwar die Reihe über Tomek Wilmowski, einen Jungen, der mit seinen Freunden (polnische Emigranten) die Welt bereist und großartige Abenteuer erlebt. Tomek, die Hauptfigur dieser Abenteuerromane, lernt dabei den Wert von Freundschaft, Wissen und Verantwortung kennen. Die neun Bände umfassende Reihe ist voller geographischer, historischer, kultureller und biologischer Beschreibungen aber auch humorvoll und unterhaltsam, was auf heranwachsende und junge erwachsene Leser abzielt.
Zusammen mit seiner Ehefrau Krystyna Szklarska veröffentlichte er eine Trilogie über die Sioux-Indianer mit dem Titel Złoto Gór Czarnych (Das Gold der schwarzen Berge). Die Bücher beschreiben das Jagen von Bisons, den Glauben, Konflikte zwischen den einzelnen Stämmen und den späteren ersten Kontakt der Indianer mit den Weißen sowie daraus resultierende Kämpfe. Man sagt, dass Szklarskis Bücher über die Geschichte und die Leiden der indigenen Völker Amerikas von seinen eigenen Kriegserfahrungen sowie der tragischen Geschichte der Polen und der Grausamkeit der Invasoren inspiriert wurden. Er glaubte, dass die Geschichte der Ureinwohner Amerikas eine weitgehende Ähnlichkeit mit der Geschichte Polens besitzt. Der einzige Unterschied besteht darin, dass die Polen es letztlich geschafft haben, die Invasionen, die langen Jahre der Okkupation, die Vernichtungslager, die Germanisierung und die Russifizierung zu überstehen, wogegen die Stämme Amerikas am Ende deren Heimat, die ihnen von den Weißen genommen wurde, verloren haben. Er verurteilte rassistische Gewalt und befürwortete den Gedanken der Versöhnung zwischen den Nationen.
Alfred Szklarski ist Preisträger vieler angesehener literarischer Auszeichnungen, unter anderem Orle Pióro (Adlerfeder) (1968), Order Uśmiechu (Orden des Lächelns) (1971) sowie der Auszeichnung des Ministerpräsidenten für sein Schaffen als Kinder- und Jugendbuchautor (1973, 1987). Er war ebenfalls Mitglied des Stowarzyszenie Pisarzy Polskich (Verband polnischer Schriftsteller). Seine Bücher wurden ins russische und bulgarische übersetzt sowie in der Brailleschrift veröffentlicht. Die bisherige Auflage erreichte 11 Millionen Exemplare.

## Werke
Szklarski veröffentlichte zusammen mit seiner Ehefrau Krystyna Szklarska die Indianer-Trilogie Złoto Gór Czarnych (Das Gold der schwarzen Berge):
- Band I – Orle Pióra (Die Federn des Adlers) (1974)
- Band II – Przekleństwo złota (Der Fluch des Goldes) (1977)
- Band III – Ostatnia walka Dakotów (Der letzte Kampf der Dakota) (1979)

Sein bekanntestes Werk bildet die achtbändige Reihe mit den Abenteuern von Tomek Wilmowski:
- Tomek w krainie kangurów (Tomek im Land der Kängurus) (1957)
- Tomek na Czarnym Lądzie (Tomek auf dem schwarzen Kontinent) (1958)
- Tomek na wojennej ścieżce (Tomek auf dem Kriegspfad) (1959)
- Tomek na tropach Yeti (Tomek auf der Fährte des Yeti) (1961)
- Tajemnicza wyprawa Tomka (Tomeks geheime Expedition) (1963)
- Tomek wśród łowców głów (Tomek bei den Kopfjägern) (1965)
- Tomek u źródeł Amazonki (Tomek bei den Quellen des Amazonas) (1967)
- Tomek w Gran Chaco (Tomek in Gran Chaco) (1987)
- Tomek w grobowcach faraonów (Tomek bei den Grabmälern der Pharaonen) (1994, postmortem, vervollständigt von Adam Zelga auf Grundlage der vom Autor hinterlassenen Notizen)

Sonstige Werke:
- Tornado (1943, unter dem Pseudonym: Aleksander Gruda)
- Gorący ślad (Die heiße Spur) (zeitgenössischer Roman, 1946, unter dem Pseudonym: Alfred Bronowski)
- Trzy siostry (Drei Schwestern) (Roman, 1946, unter dem Pseudonym: Alfred Bronowski)
- Błędne ognie (Irrlichter) (zeitgenössische Erzählung aus dem Leben der Bergleute, 1947, unter dem Pseudonym: Alfred Bronowski)
- Nie czekaj na mnie (Warte nicht auf mich) (zeitgenössischer Roman, 1947, unter dem Pseudonym: Alfred Bronowski)
- Tomek w tarapatach (Tomek in Not) (Abenteuerroman für junge Leser, 1948, unter dem Pseudonym: Fred Garland)
- Sobowtór profesora Rawy (Der Doppelgänger des Professors Rawa) (Science-Fiction Roman für junge Leser, 1963)